# Bernard Guillaumot
Bernard Guillaumot, né le 13 octobre 1926 à Troyes et décédé le 1er janvier 2010 à Romorantin-Lanthenay, est un architecte et scénographe français.

## Carrière
Durant sa carrière pour le théâtre, Bernard Guillaumot a participé à la scénographie de 13 pièces, de 1963 à 1985, notamment de La locandiera, au Théâtre de l'Est parisien. Il s'est également occupé de la conception des costumes de certains de ses spectacles.
Sa carrière d'architecte est lié au théâtre. Il a été chargé de la conception du théâtre La Criée, en 1981, à l'emplacement de l'ancienne Criée aux poissons de Marseille. Il fut l’un des rares architecte-scénographe à posséder une grande compétence pour concevoir de tels édifices. Il en avait fait une quarantaine dont le théâtre des Amandiers, le Théâtre national populaire de Lyon-Villeurbanne, La rénovation de la salle Pleyel, la nouvelle école de musique à Issy-les-Moulineaux, le théâtre de Vanves et bien d'autres à travers la France.